# 康拉德·瑙曼
康拉德·瑙曼（德語：Konrad Naumann，1928年11月25日—1992年7月25日），德国统一社会党政治局候补委员，东德柏林专区党委第一书记。

## 生平
1928年，生于莱比锡。
1945年，入党。
1946年，参加自由德国青年联盟和自由德国工会联合会。
1952年，任青年联盟法兰克福专区第一书记。
1957年，任青年联盟中央书记。
1963年，为候补中央委员。
1964年，任柏林专区党委书记。
1967年，任该专区党委第二书记。
1971年，任柏林专区党委第一书记。
1973年，为政治局候补委员。
1997年，去世。